# داريو بيريرا (لاعب كرة قدم)
داريو بيريرا (بالإسبانية: Darío Pereira)‏ هو لاعب كرة قدم أوروغواياني، ولد في 25 فبراير 1996 في مونتفيدو في الأوروغواي. لعب مع نادي رينتيستاس.

## وصلات خارجية
- داريو بيريرا (لاعب كرة قدم) على موقع قاعدة بيانات كرة القدم.إي يو (الإنجليزية)
- داريو بيريرا (لاعب كرة قدم) على موقع Soccerway.com (الإنجليزية)
- داريو بيريرا (لاعب كرة قدم) على موقع عالم كرة القدم.نت (الإنجليزية)